# Mapa somatotòpic
Un mapa somatotòpic o somatotòpia és una representació gràfica de l'organització espacial de les àrees del cervell que processen la informació sensorial que arriba des dels diferents receptors del cos. Cada àrea del cervell es relaciona amb diferents parts del cos, i els mapes somatotòpics mostren aquesta relació de manera visual.
El mapa somatotòpic més conegut és el mapa de l'àrea del cervell encarregada de controlar el moviment de diferents parts del cos. També existeixen mapes somatotòpics de les àrees del cervell que processen informació sensorial de diferents parts del cos.
El concepte de mapa somatotòpic és important en neurociència, ja que ajuda a comprendre com el cervell processa la informació sensorial i controla el moviment del cos. També pot ser útil en medicina, ja que permet localitzar les àrees del cervell relacionades amb diferents funcions corporals i així poder millorar el diagnòstic i el tractament de diferents patologies.
La somatotopia permet al sistema nerviós central avaluar l'orientació del cos en l'espai i així, controlar-lo amb precisió.

## Vies somestèsiques
La informació sensorial, captada pels receptors sensorials, pot seguir dues vies neurals abans d'arribar a l'escorça somestèsica primària o S1, en funció del tipus d'informació. Aquestes dues vies són les següents:
- Sistema de la columna dorsal-lemnsic medial: informació de tacte epicrític i de propiocepció conscient. El sistema de la columna dorsal-lemnisc medial du informació des de parts perifèriques del cos fins a la medul·la, a través d'axons de tipus A-Beta (axons gruixuts i de potencials d'acció ràpids). Partint de receptors sensorials de la cama dreta, la informació seguiria la següent ruta:
  - La primera neurona sensorial (de tipus pseudomonopolar) condueix la informació des del receptor sensorial fins al bulb ipsilateral. Aquesta neurona té el soma al gangli dorsal i el seu axó s'estén al llarg de l'arrel dorsal i del fascicle de la columna dorsal de la medul·la espinal fins al bulb, on fa sinapsi al nucli Gracilis amb la segona neurona sensorial.
  - Des del bulb, la segona neurona sensorial condueix la informació fins al tàlem contralateral. Aquesta neurona té el soma en el nucli Gracilis i el seu axó creua la línia mitja i s'estén, formant part del lemnisc-medial, fins al nucli ventral posterolateral del tàlem.
  - Des del nucli ventral posterolateral del tàlem, una tercera neurona projecta la informació fins l'escorça somestèsica primària situada a la circumvolució postcentral (lòbul parietal). tracte espinotàlamic (anterior i lateral) i tracte de la columna dorsal lemnisc-medial

tracte espinotàlamic (anterior i lateral) i tracte de la columna dorsal lemnisc-medial

- Fascicle espino-talàmic: informació de tacte protopàtic i de temperatura i dolor. Els receptors condueixen la informació per axons de tipus C (prims, de conducció lenta). Partint de receptors sensorials del tronc i les extremitats, la informació sensorial seguiria el següent recorregut:
  - Des dels receptors del tronc i les extremitats, la 1a neurona sensorial, que té el seu soma al gangli dorsal, condueix la informació fins a la banya dorsal ipsilateral de la medul·la on fa sinapsi amb la 2a neurona sensorial.
  - Des de la banya dorsal, la 2a neurona sensorial condueix la informació fins al tàlem contralateral. Aquesta neurona té el soma a la banya dorsal ipsilateral i el seu axó creua la línia mitja en el mateix segment medul·lar i s'estén, formant part del fascicle espinotalàmic, fins al nucli ventral posterolateral del tàlem.
  - Des del nucli ventral posterolateral del tàlem, una 3a neurona projecta la informació fins a l'escorça somestèsica primària situada a la circumvolució postcentral (lòbul parietal).

## L'homuncle sensorial

### Definició
La funció principal del mapa somatotòpic és generar l'homuncle sensorial, és a dir, una representació somatotòpica, contalateral i invertida. Aquesta representació va ser creada per Wilder Penfield i Edwin Boldrey.

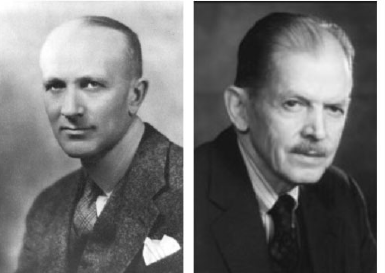
Wilder Penfield (esquerre) i Edwin Boldrey (dreta), creadors de l'homuncle sensorial

És una representació somatotòpica perquè una sensació experimentada en una part del cos estimula una àrea de l'escorça somatosensorial primària (SI). Això vol dir que qualsevol part del nostre cos està representada en aquesta àrea del cervell, de manera que si ens punxem el dit s'activen els receptors sensorials (nocireceptors) i la senyal es transmet fins a l'encèfal. També diem que és contralateral perquè la informació provinent de la part esquerra del cos es projecta a la SI de l'hemisferi esquerra i viceversa, és a dir, el braç dret es representarà en l'hemisferi esquerre. Per acabar, és invertida perquè en les parts més inferiors de SI hi arriben eferències de les parts més superiors del cos (llengua, boca, nas, ulls, etc.).

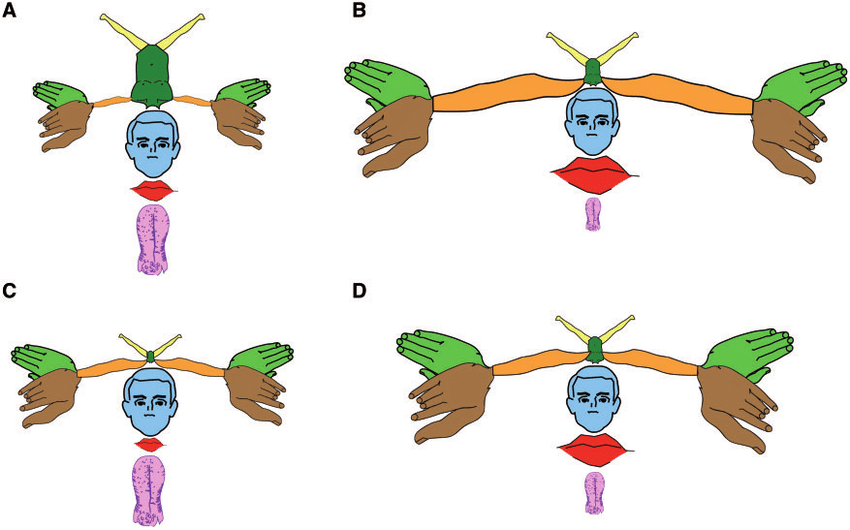
Figura 1. Representació gràfica de l'homuncle sensorial

### Tipus d'homuncles i funció
Hi ha dos tipus d'homuncles: el sensorial i el motor. El sensorial és el que crea l'escorça somestèsica primària i es pot classificar en quatre tipus segons l'àrea de Brodmann en la qual es trobi:
1. Homuncle sensorial de l'àrea 3a: té aferències amb els receptors sensorials musculars i articulars. La seva funció és generar la propiocepció conscient.
2. Homuncle sensorial de l'àrea 3b: té aferències amb els corpuscles de Pacini (receptors cutanis profunds). La seva funció és generar l'homuncle sensorial dels estímuls més profunds (estímuls intensos), relacionada amb la discriminació tàctil, segons alguns estudis amb primats (Bauer y Demery, 2003).[3]
3. Homuncle sensorial de l'àrea 1: rep informació dels receptors cutanis superficials i fàsics (corpuscles de Meissner). Lesions en aquesta àrea estan associades amb la pèrdua de discriminació tàctil pel que fa a la rigidesa.
4. Homuncle sensorial de l'àrea 2: rep informació dels receptors cutanis superficials i tònics (disc de Merkel). Lesions en aquesta àrea provoquen pèrdua de discriminació tàctil a nivell de concavitat i convexitat de l'objecte i discriminació de la forma.

La funció dels homuncles sensorials de l'àrea 1 i 2 de Brodmann és molt semblant: generar una representació somatotòpica d'estímuls menys intensos, que estiguin a les parts més superficials de la pell (pell larbre). L'única diferència és que els de l'àrea 1 són receptors molt adaptatius i els de la 2 poc adaptatius.
L'homuncle sensorial no està dividit de la mateixa manera per les diferents parts del cos. La major proporció de l'escorça somatosensorial es dedica a rebre les senyals de les parts del cos especialitzades en les discriminacions tàctils més fines (mans, llabis i llengua) (Pinel, 2001).

## Organització columnar de l'escorça somestèsica primària
L'escorça primària somestèsica s'organitza en columnes i es divideix en diversos mapes de la superfície corporal. La informació captada pels receptors sensorials arriba mitjançant estructures subcorticals. És a dir, les dues vies de processament ben definides :
- La via espinotalàmica anterolateral (tacte gruix, temperatura i dolor)
- La via de la columna dorsal lemniscal (tacte fi, pressió, vibració, tensió muscular, posició, moviments articulars i estereognosia)[5]

Els axons somatosensorials arriben al sistema nerviós central pels nervis espinals. La informació que prové del rostre i del cap arriba principalment mitjançant el nervi trigemin. La informació localitzada com el tacte epicritic (o fi) es processa a través de la columna dorsal anant des de la substancia blanca de la medul·la espinal fins als nuclis de la porció inferior del bulb raquidi. Llavors, una vegada arribada al bulb, creua l'encèfal i ascendeix passant del lemnisc medial fins al nucli ventral posterior del tàlem. Mentre que pel que fa els axons que porten informació poc localitzada com poden ser el dolor, la temperatura i el tacte protopàtic (o gruix), aquests formen sinapsis amb altres neurones quan entren en la medul·la espinal, després creuen a l'altre costat de la medul·la i pugen per la via espinotalàmica fins al nucli ventral posterior del tàlem.

Escorça somestèsica primària

Una vegada la informació ha pujat per una de les dues vies fins al nucli ventral posterior del tàlem. La informació es projecta a l'escorça somestèsica primària (on es conforma el homuncle sensorial) i posteriorment a l'escorça somestèsica secundària.
L'escorça somestèsica està composta per sis capes disposades horitzontalment. La informació provinent del tàlem es projecta en la capa quatre i es segueix distribuint en tota l'escorça seguint una organització columnar. Cada columna processa la informació d'un camp receptor. Un camp receptor es una regió de l'espai (en aquest cas de la superfície de la pell) on la presentació d'un estímul com podria ser la pressió i vibració altera la resposta d'un mecanoreceptor (els corpuscles de Pacini pel que fa la vibració i la pressió). Els mecanoreceptors, mitjançant un procés de transducció, transformen l'energia mecànica en energia electroquímica (energia amb la qual treballa el sistema nerviós) alterant així la resposta d'una neurona. Per tant, una neurona processa un únic camp receptor, i des del nucli de relleu (el nucli ventral posterior del tàlem) es projecta la informació en la capa quatre de l'escorça somestèsica primària que seguint criteris de sensibilitat somàtica conformarà el homuncle sensorial.

## Astereognòsia

### Definició
L'astereognòsia és un tipus d'agnòsia (concretament és una agnòsia tàctil), per tant, és l'incapacitat per a reconèixer els objectes a través del tacte.

#### Possibles causes
L'origen de l'astereognòsia pot ser diferent, segons el cas. Es pot donar per una lesió en els nervis perifèrics (el cas de neuropaties com la Síndrome de Guillain Barré), afeccions de la médul·la espinal (especialment les vies de la columna posterior), lesió en el tronc encefàlic o fins i tot d'alguns nuclis del tàlem. També es pot produir per afeccions en l'escorça motora i premotora en la percepció tàctil.

#### Investigació
Normalment, el nivell d'astereognòsia es mesura amb alguns tests, com el test Jebsen&Taylor (J&T).
S'han realitzat alguns estudis i s'han pogut extreure certes conclusions respecte aquest tema. Per exemple, la tesi doctoral de César García Cuesta, que té com a objectiu descriure el processament de la informació somatosensorial de la mà en persones amb dany cerebral adquirit. Va trobar que els déficits somatosensorials en la mà després d'un dany cerebral adquirit (DCA) són molt freqüents. I que s'haurien de realitzar valoracions més riguroses de totes les modalitats somàtiques per la seva implicació en la funció manual.